# Karlo Bručić
Karlo Bručić (17 de abril de 1992) es un futbolista croata que juega como defensa en el Maccabi Bnei Reineh de la Liga Premier de Israel.

## Trayectoria

### Clubes
| Club                      | País        | Año       |
| ------------------------- | ----------- | --------- |
| G. N. K. Dinamo Zagreb    | Croacia     | 2010-2014 |
| N. K. Sesvete (cedido)    | Croacia     | 2010-2011 |
| N. K. Lokomotiva (cedido) | Croacia     | 2012-2014 |
| N. K. Lokomotiva          | Croacia     | 2014-2016 |
| F. C. Ashdod              | Israel      | 2016-2019 |
| Sagan Tosu                | Japón       | 2019      |
| F. K. Sūduva              | Lituania    | 2019      |
| F. K. Dinamo Minsk        | Bielorrusia | 2020      |
| Apollon Smyrnis           | Grecia      | 2020-2021 |
| F. C. Koper               | Eslovenia   | 2021-2022 |
| CFR Cluj                  | Rumania     | 2022-2023 |
| N. K. Varaždin            | Croacia     | 2023-2024 |
| F. C. Koper               | Eslovenia   | 2024      |
| Maccabi Bnei Reineh       | Israel      | 2024-     |

## Palmarés

### Títulos nacionales
| Título            | Club         | País      | Año  |
| ----------------- | ------------ | --------- | ---- |
| Copa de Lituania  | F. K. Sūduva | Lituania  | 2019 |
| A Lyga            | F. K. Sūduva | Lituania  | 2019 |
| Copa de Eslovenia | F. C. Koper  | Eslovenia | 2022 |